# ملسیور مائوری
ملسیور مائوری (اسپانیایی: Melcior Mauri‎؛ زادهٔ ۸ آوریل ۱۹۶۶) دوچرخه‌سوار اهل اسپانیا است.
وی در مسابقات کشوری و بین‌المللی در مجموع برندهٔ ۱ مدال نقره شده‌است.